# Gerhard Schönrich
Gerhard Schönrich (* 29. April 1951) ist ein deutscher theoretischer Philosoph. Von Oktober 1992 bis September 2020 war er Professor an der Technischen Universität Dresden.

## Leben
Schönrich studierte von 1971 bis 1979 als Stipendiat der Studienstiftung des deutschen Volkes Philosophie, Neuere Deutsche Literatur und Linguistik an der Ludwig-Maximilians-Universität München. 1974/75 absolvierte er einen Studienaufenthalt an der Universität Besançon. Er promovierte 1979 bei Hans Michael Baumgartner und Hermann Krings zum Doktor der Philosophie. In der Folge war er von 1980 bis 1991 am Institut für Philosophie der Ludwig-Maximilians-Universität München tätig, 1988 habilitierte er sich. In den Jahren 1991/92 übernahm Schönrich eine Lehrstuhlvertretung an der Technischen Universität Chemnitz, ehe er im Oktober 1992 Professor für Theoretische Philosophie am Institut für Philosophie der Technischen Universität Dresden wurde. Diese Professur hatte er bis September 2020 inne. Von Februar bis April 1995 übernahm er eine Lehrtätigkeit am Department of Philosophy der Graduate Faculty an der New School for Social Research.

## Schriften (Auswahl)
Monografien
- Kategorien und transzendentale Argumentation. Kant und die Idee einer transzendentalen Semiotik. Suhrkamp Verlag, Frankfurt am Main 1981, ISBN 978-3-518-07586-9.
- Zeichenhandeln. Untersuchungen zum Begriff einer semiotischen Vernunft im Ausgang von Ch.S. Peirce. Suhrkamp Verlag, Frankfurt am Main 1990, ISBN 978-3-518-58024-0.
- Bei Gelegenheit Diskurs. Von den Grenzen der Diskursethik und dem Preis der Letztbegründung. Suhrkamp Verlag, Frankfurt am Main 1994, ISBN 978-3-518-28711-8.
- Semiotik zur Einführung. Junius Verlag, Hamburg 1999, ISBN 978-3-88506-304-9.

Herausgeberschaften
- zusammen mit Yasushi Kato: Kant in der Diskussion der Moderne. Suhrkamp Verlag, Frankfurt am Main 1996, ISBN 978-3-518-28823-8.
- Normativität und Faktizität: skeptische und transzendentalphilosophische Positionen im Anschluß an Kant. Thelem, Dresden 2004, ISBN 978-3-937672-31-1.
- Institutionen und ihre Ontologie. Ontos Verlag, Frankfurt am Main 2005, ISBN 978-3-11-032443-3.
- Wissen und Werte. Mentis-Verlag, Paderborn 2009, ISBN 978-3-89785-665-3.
- zusammen mit Pedro Schmechtig: Persistenz – Indexikalität – Zeiterfahrung Ontos Verlag, Frankfurt am Main 2011, ISBN 9783110326512.